# Kartoffel des Jahres

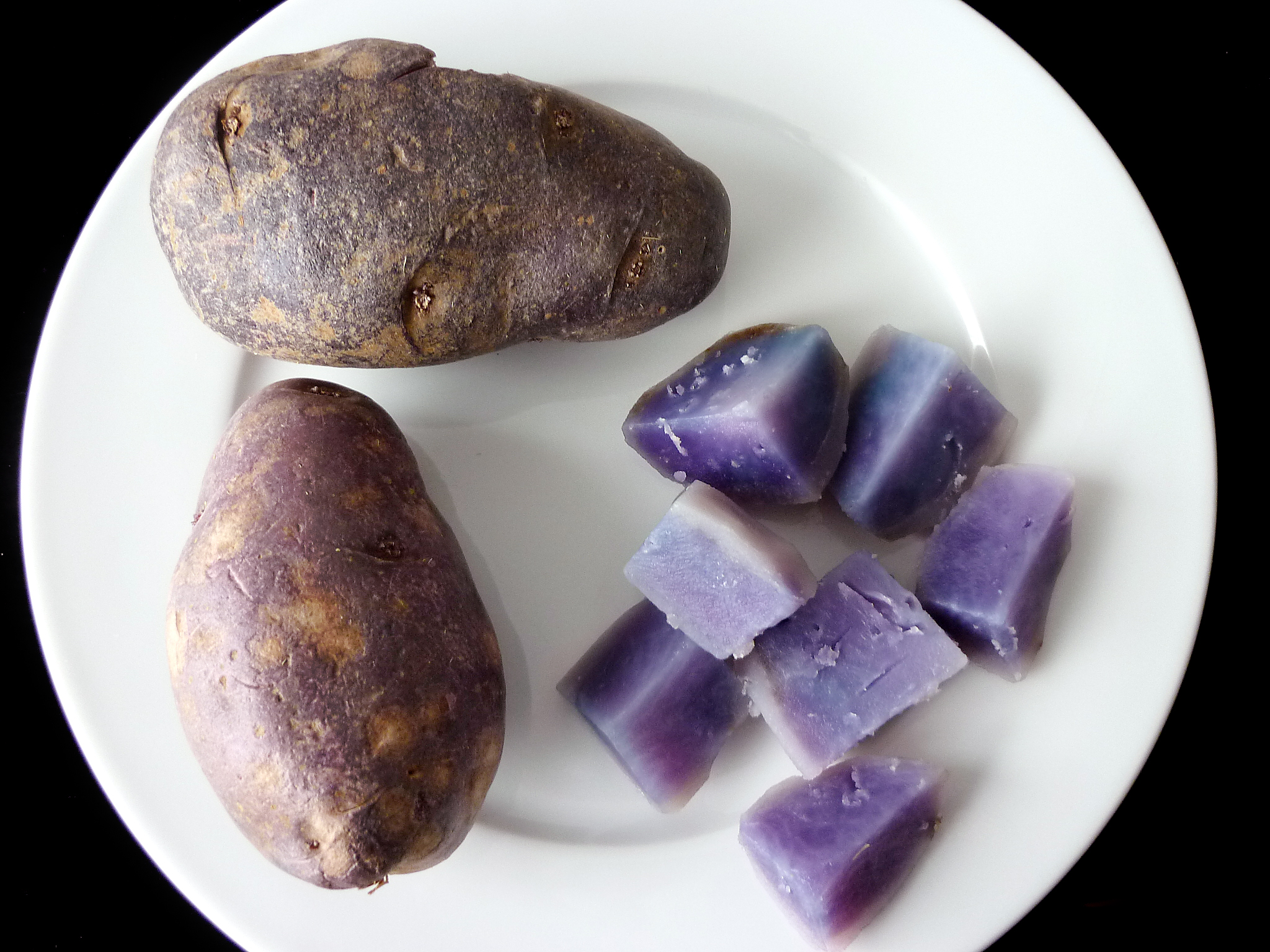
Blauer Schwede (2006).

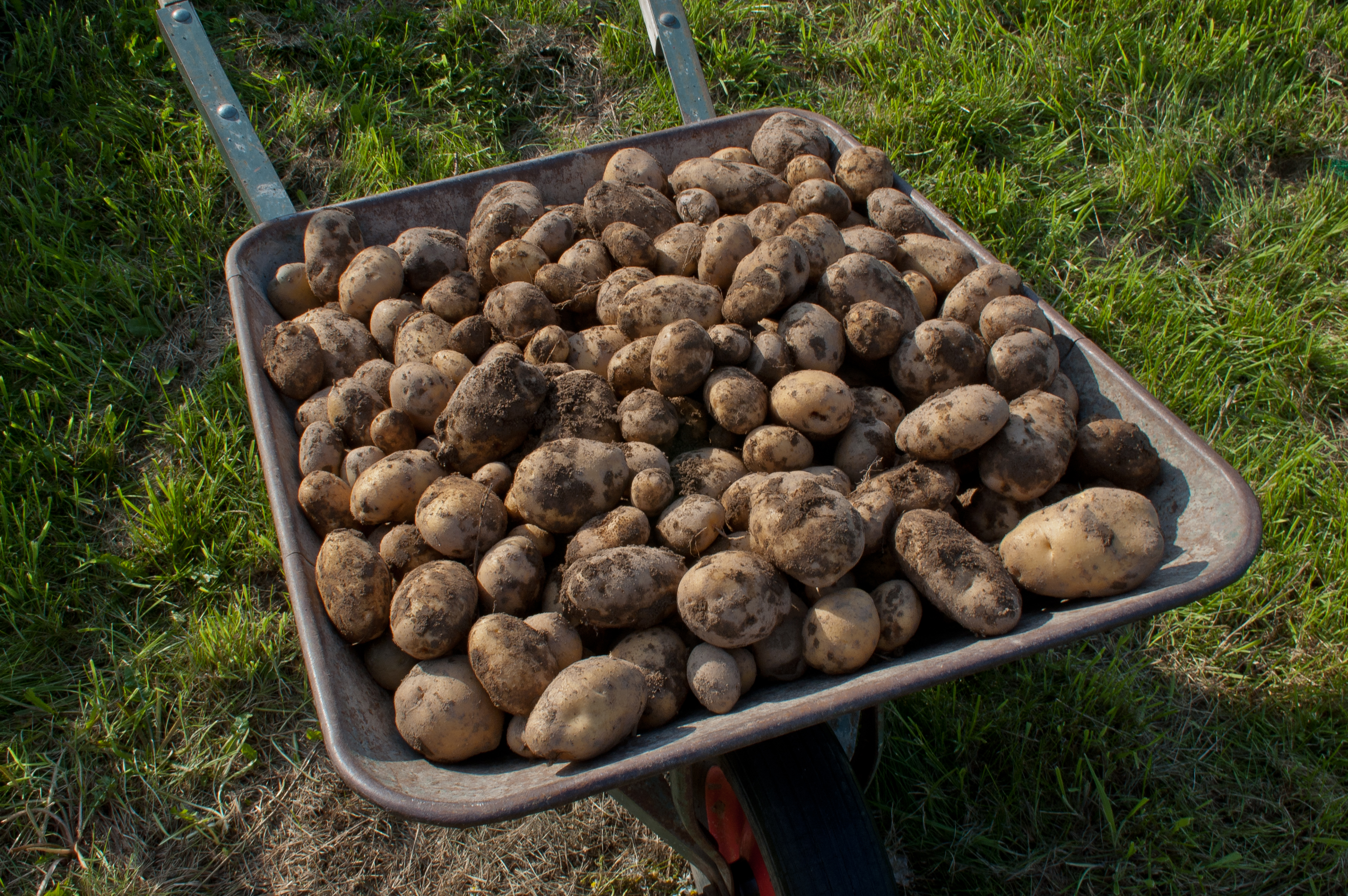
Linda (2007).

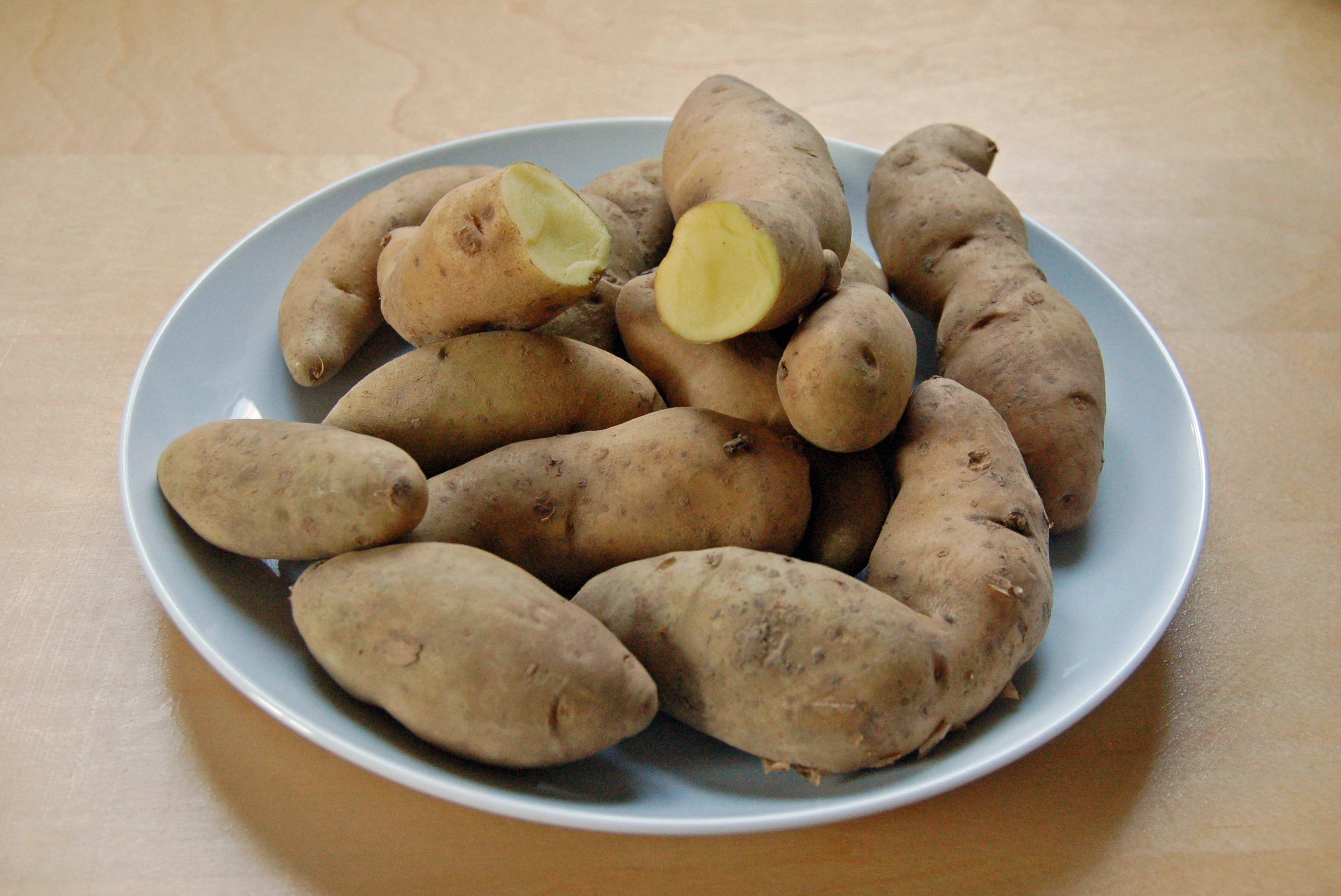
Bamberger Hörnchen (2008).

Kartoffel des Jahres (pomme de terre de l'année) est un prix attribué en Allemagne, chaque année depuis 2006, à une variété de pomme de terre relevant du patrimoine culturel et culinaire allemand. Le jury comprend diverses personnalités représentant des associations de défense de l'environnement ou des consommateurs ainsi que des organisations agricoles.

## Variétés primées
- 2006 : Blauer Schwede (Bleue de Suède ou Blue Congo)[2]
- 2007 : Linda
- 2008 : Bamberger Hörnchen (Corne de Bamberg)
- 2009 : Adretta
- 2010 : Sieglinde
- 2011 : Ora
- 2012 : Bintje
- 2013 : Rosa Tannenzapfen (Corne de Gatte)[3].
- 2014 : Granola[4].
- 2015 : Heideniere[5].
- 2016 : Nicola[6]
- 2017 : Weinberger Schloßkipfler[7]
- 2018 : Rote Emmalie[8]
- 2019 : Quarta[9]
- 2020 : — non attribué[10] —
- 2021 : — non attribué[10] —
- 2022 : Agria[10]
- 2023 : Angeliter Tannenzapfen[10]
- 2024 : Leyla[10]